# Nürburg (Naturschutzgebiet)
Das Naturschutzgebiet Nürburg liegt im Landkreis Ahrweiler in Rheinland-Pfalz. Das (etwa) 10 ha große Gebiet, das im Jahr 1960 unter Naturschutz gestellt wurde, erstreckt sich am nördlichen Rand der Ortsgemeinde Nürburg um die Burg Nürburg herum. Der Nürburgring liegt südlich. Östlich verlaufen die Landesstraße L 93 und die B 258, westlich verläuft die B 257.